# Jadon Sancho
Jadon Malik Sancho (Camberwell, 2000. március 25. –) angol válogatott labdarúgó, középpályás, a Chelsea játékosa, kölcsönben a Manchester Unitedtől. Rendkívül technikás, kreatív játékos, ezenkívül gyorsaságáról ismert. Tehetségére már fiatalon felfigyeltek a szakértők, 2019-ben a Raymond Kopa-díj 2. helyezettje volt, 2020-ban a Golden Boy-díj legjobbjai közé is beválasztották.
A Watford és a Manchester City akadémiáján nevelkedett, majd 2017-ben a német Borussia Dortmund játékosa lett. A 2018–19-es Bundesliga-szezonban mutatkozott be az első csapatban, amellyel a következő idényben Német Szuperkupát nyert. 2021 nyarán a Manchester United játékosa lett.
2017-ben U17-es világbajnok volt az angol korosztályos válogatottal.

## Pályafutása

### Klubcsapatokban
A Watford és a  Manchester City csapataiban nevelkedett, ahol azonban nem láttak benne fantáziát.

#### Borussia Dortmund
2017. augusztus 31-én szerződött a német élvonalbeli Borussia Dortmundhoz, amely 8 millió font körüli összeget fizetett érte és amely a bajnoki rivális RB Leipziget megelőzve igazolta le az angol középpályást.  A Ruhr-vidéki együttesben  Ousmane Dembélé Barcelonába igazolásával felszabaduló hetes számú mezt kapta meg. Október 21-én debütált új csapatában, amelyben azonnal alapember lett. Az Eintracht Frankfurt elleni bajnokin csereként beállva ő lett az első angol, aki Bundesliga-mérkőzést játszott a Dortmundban. Első gólját 2018. április 21-én szerezte a Leverkusen elleni 4–0-s győzelem alkalmával és ugyanazon a mérkőzésen két gólpasszt is kiosztott csapattársainak.
2018 októberében szerződését meghosszabbította 2022 nyaráig. Ebben a hónapban három gólt és egy gólpasszt jegyzett a bajnokságban, ahol a hónap játékosának választották. A berlini Hertha BSC ellen elért duplázásának köszönhetően ő lett az első 2000-es években született játékos, aki egyetlen Bundesliga-mérkőzésen kétszer is gólt szerzett, és egyben valaha volt legfiatalabb dortmundi játékos. Október 24-én ő lett az első, a 2000-es években született játékosként gólt szerzett  Bajnokok Ligájában, miután eredményes volt az Atlético Madrid elleni csoportmérkőzésen.
2019. február 9-én a Hoffenheim elleni 3–3-as döntetlen alkalmával ő lett minden idők legfiatalabb játékosa, aki egyetlen Bundesliga-szezonban nyolc gólt szerzett, ezzel megdöntve Christian Wück korábban rekordját. Ugyanebben a hónapban a Bayer Leverkusen ellen 3–2-re megnyert mérkőzésen is betalált, így Lukas Podolski rekordját is megdöntve ő lett a  legfiatalabb játékos, aki kilenc Bundesliga-gólt szerzett. 18 éves és 336 napos volt ekkor. Április 13-án gólt ért el a Mainz ellen is, így Sancho lett a legfiatalabb dortmundi játékos, aki legalább 10 gólt szerzett egyetlen Bundesliga-szezonban. A  2018–19-es idényben 12 gólt szerzett és 14 gólpasszt adott csapattársainak, teljesítményének köszönhetően az év Bundesliga-csapatába is beválasztották.
A 2019–2020-as szezonban 2019. augusztus 3-án csapata megnyerte a Német Szuperkupa döntőjét. A Bayern München ellen 2–0-ra megnyert mérkőzésen Sancho gólpasszt adott. Még ebben a hónapban megújította szerződését, amely heti 190 ezer fontos fizetést garantált számáral. December 17-én, miután az RB Leipzig ellen is gólt szerzett a 3–3-as döntetlennel végződő bajnokin, egymást követő hetedik tétmérkőzésén talált be az aktuális ellenfélnek. A 2019-es naptári évben 15 gólt és 16 gólpasszt jegyzett. 2020 februárjában három gólt és ugyanennyi gólpasszt ért el  BVB-ben, így újra ő lett a hónap Bundesliga-játékosa, pályafutása során másodszor.
2020. május 31-én megszerezte pályafutása első mesterhármasát a Padeborn ellen 6–1-re megnyert bajnokin. 2021. május 13-án az RB Leipzig ellen a BVB 4–1-re megnyerte a Német Kupa döntőjét, Sancho két gólt szerzett a találkozó során.

#### Manchester United

##### Az első évek
2021. július 1-jén bejelentették, hogy a Manchester United és a Dortmund elvi megállapodást kötött Sancho átigazolásáról, amely hivatalossá a Európa-bajnokságot követő orvosi vizsgálatokat követően vált. A BVB közleménye szerint az angol klub 85 millió eurót fizetett a játékosért, aki a Dortmund mezében minden tétmérkőzést figyelembe véve 137 találkozón összesen 50 gólt szerzett. Az átigazolást végül július 23-án jelentette be hivatalosan a United, Sancho a 25-ös számú mezt kapta új klubjánál, és 2026 nyaráig szóló szerződést írt alá.

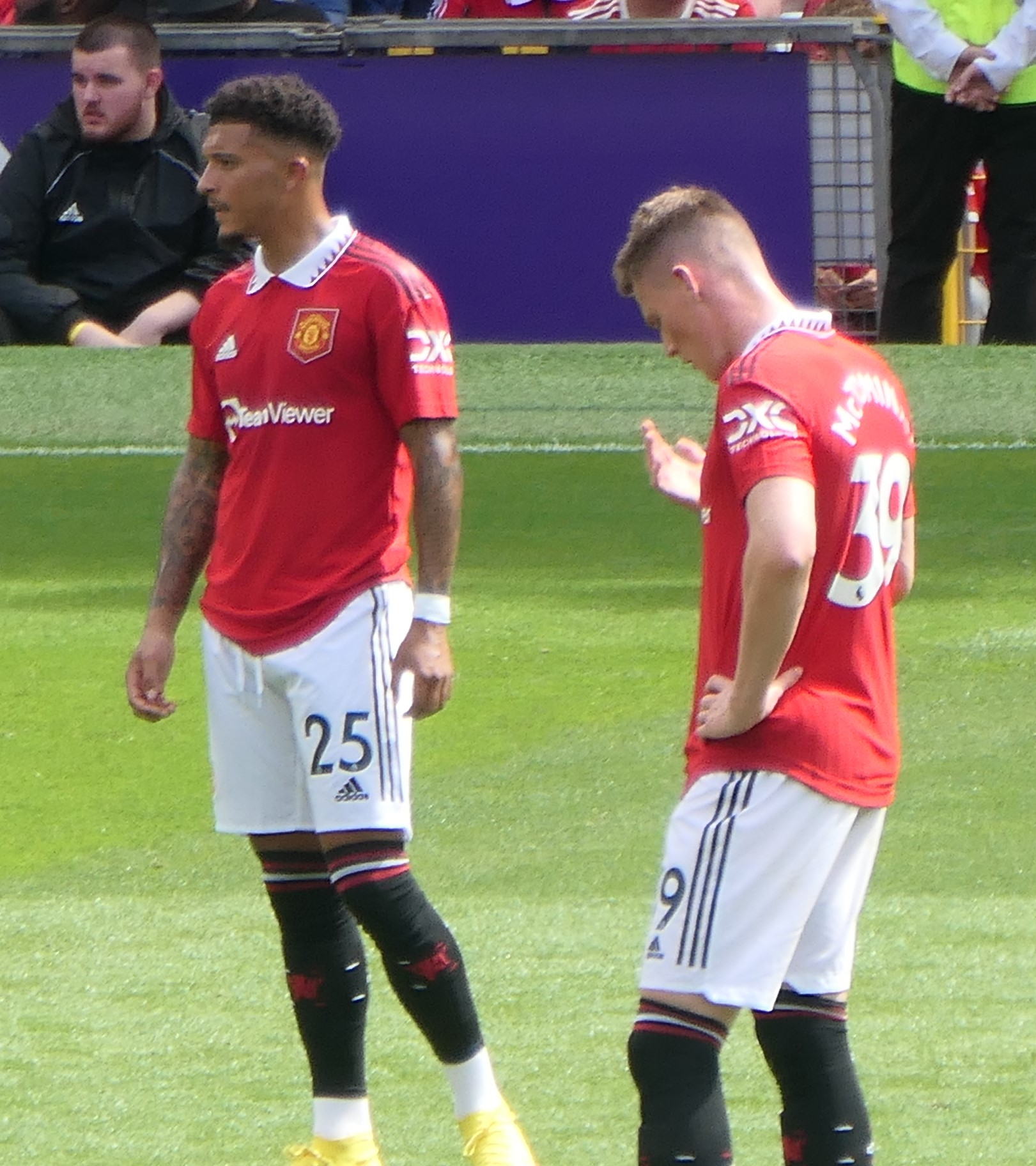
2022-ben, a Manchester United játékosaként

2021. augusztus 14-én debütált a csapatban, Daniel James cseréje volt a Leeds United elleni 5–1 arányú győzelem során. November 23-án szerezte meg első gólját, a Villarreal ellen, amely góllal a United továbbjutott a Bajnokok Ligája kieséses szakaszába. Következő mérkőzésén, öt nappal később ismét gólt szerzett, ezúttal a Chelsea ellen.
A 2022–2023-as szezonban első gólját a Liverpool elleni győzelem során szerezte, 2022. augusztus 22-én. Visszaeső formáját követően menedzsere, Erik ten Hag úgy döntött, hogy a játékos nem utazik el a csapattal Spanyolországban tartott edzőtáborukra, hanem egyedül fog edzeni és a világbajnokság idején Hollandiába küldte, hogy felkészüljön a szezon második felére. 2022. december 31-én tért vissza Manchesterbe, de továbbra se játszott és egyedül edzett. Január közepén kezdett a csapattal edzeni és a hónap utolsó napján jelentette be Ten Hag, hogy a játékos közel négy hónap kihagyás után a következő mérkőzésen visszatérhet a keretbe. 2023. február 1-én csereként tért vissza a Nottingham Forest elleni ligakupa-elődöntő visszavágójában. Első gólját visszatérését követően egy héttel később szerezte meg, a Leeds United elleni rangadón.
2023. szeptember 3-án nem szerepelt az Arsenal elleni keretben, miután Erik ten Hag nem volt megelégedve teljesítményével a csapat edzésein. Erre válaszként a játékos megosztott egy posztot közösségi média oldalain, azt írva, ezen vádak hamisak voltak és, hogy rég óta ő a bűnbak a csapatnál.  A United ezt követően eltiltotta.

##### Visszatérés Dortmundba
Azt követően, hogy szeptember óta el volt tiltva az első csapat edzéseitől, Sancho 2024. január 11-én visszatért Dortmundba, kölcsönben, a szezon végéig. A németek 4 millió eurós kölcsöndíjat fizettek a Manchester Unitednek. Január 13-án csereként lépett pályára a Darmstadt ellen 3–0-ra megnyert bajnokin, és gólpasszt adott Marco Reusnak. Március 9-én a Werder Bremen ellen szerezte első gólját, ezzel Tony Woodcockot megelőzve a német Bundesliga legeredményesebb angol játékosa lett. Kulcsszerepe volt abban, hogy BVB a szezon végén bejutott a Bajnokok Ligája döntőjében, ott azonban a Real Madrid 2-0 arányban jobbnak bizonyult.

##### A dortmundi kölcsön után
2024. július 12-én megbeszélést tartott vele Erik ten Hag, és megegyeztek, hogy visszatér edzésre. A 2024-es szuperkupában pályára is lépett, egy büntető kihagyott a büntetőpárbajban.

##### Kölcsön a Chelsea-ben
2024. augusztus 31-én a Chelsea kölcsön vette a 2024–2025-ös szezon végéig, kötelező vételi opciót vállalva a játékjogának megvételére 2025 nyarán, ha a csapat a Premier League első tizennégy helyén végez. Annak ellenére, hogy a Chelsea a szezonban az első öt hely egyikén végzett, nem tudtak megegyezni az angol középpályással, így 5 millió fontos büntetést fizettek, hogy ne kelljen leigazolniuk, Sancho visszatért Manchesterbe.

### A válogatottban
Részt vett a 2017-es U17-es Európa-bajnokságon, amely a döntőig jutott. Norvégia ellen 50 méteres szóló után adott gólpasszt Rhian Brewsternek. A torna csapatába is bekerült és 5 gólt szerzett, valamint a legjobb játékosnak járó díjat is megkapta.
Az ugyanebben az évben rendezett U17-es világbajnokságon való részvételéhez először klubja, a Borussia Dortmund nem járult hozzá, majd végül olyan egyezségre jutottak az Angol labdarúgó-szövetséggel, hogy ideiglenesen, a csoportkör végéig hozzájárulnak a középpályás szerepeltetéséhez. 2017. október 8-án két gólt szerzett a Chile elleni csoportmérkőzésen, majd az október 16-án, Japán ellen rendezett nyolcaddöntőn már nem léphetett pályára, miután a BVB visszarendelte a tornáról.
2017. november 2-án Sanchót először hívták meg az U19-es válogatottba, amellyel szerepelt a a 2018-as U19-es Európa-bajnokság selejtezőin, az úgynevezett elitkörben a magyar válogatott ellen gólt is szerzett 2018. március 21-én.
2018. október 4-én hívták meg először a felnőtt válogatott keretébe. Október 12-én debütált Horvátország ellen, egy 0–0-s idegenbeli Nemzetek Ligája-mérkőzésen csereként beállva a 78. percben. A 2020-as Európa-bajnokság selejtezői során rendszeresen lehetőséget kapott Gareth Southgate szövetségi kapitánytól, 2020. szeptember 10-én Koszovó ellen megszerezte első gólját is a nemzeti csapatban. 2021 nyarán részt vett a kontinenstornán, amelyet a koronavírus-járvány miatt egy évvel elhalasztottak. Az Olaszország elleni döntőben a 120. percben cserélte be Gareth Southgate szövetségi kapitány Kyle Walker helyére. A büntetőpárbajban elhibázta lövését, Olaszország pedig 3–2-re nyerte meg a tizenegyesrúgásokat, egyúttal az Európa-bajnokságot. A döntőt követően Sancho és a rajta kívül szintén büntetőt hibázó Marcus Rashford és Bukayo Saka is rasszista támadásoknak voltak kitéve.

## Magánélete
Sancho a nagy-londoni Camberwellben született, szülei révén Trinidad és Tobagó-i származású. Kenningtonban, London déli részén nevelkedett. Gyermekkorában ismerkedett meg későbbi játékostársával, Reiss Nelsonnal. Gyerekkorában Ronaldinhót és Frank Lampardot tekintette példaképének, kedvenc csapata pedig a Chelsea volt.

## Statisztika

### Klubcsapat
2024. augusztus 10-i állapot szerint.
| Klub                           | Szezon           | Bajnokság         | Bajnokság | Bajnokság | Kupa  | Kupa | Ligakupa | Ligakupa | Nemzetközi | Nemzetközi | Szuperkupa | Szuperkupa | Összesen | Összesen |
| Klub                           | Szezon           | Osztály           | Mérk.     | Gól       | Mérk. | Gól  | Mérk.    | Gól      | Mérk.      | Gól        | Mérk.      | Gól        | Mérk.    | Gól      |
| ------------------------------ | ---------------- | ----------------- | --------- | --------- | ----- | ---- | -------- | -------- | ---------- | ---------- | ---------- | ---------- | -------- | -------- |
| Borussia Dortmund II           | 2017–2018        | Regionalliga West | 3         | 0         | —     | —    | —        | —        | —          | —          | 0          | 0          | 3        | 0        |
| Borussia Dortmund              | 2017–2018        | Bundesliga        | 12        | 1         | 0     | 0    | —        | —        | 0          | 0          | 0          | 0          | 12       | 1        |
| Borussia Dortmund              | 2018–2019        | Bundesliga        | 34        | 12        | 2     | 0    | —        | —        | 7          | 1          | 0          | 0          | 43       | 13       |
| Borussia Dortmund              | 2019–2020        | Bundesliga        | 32        | 17        | 3     | 0    | —        | —        | 8          | 2          | 1          | 1          | 44       | 20       |
| Borussia Dortmund              | 2020–2021        | Bundesliga        | 26        | 8         | 6     | 6    | —        | —        | 6          | 2          | 0          | 0          | 38       | 16       |
| Borussia Dortmund              | Összesen         | Összesen          | 104       | 38        | 11    | 6    | —        | —        | 21         | 5          | 1          | 1          | 137      | 50       |
| Manchester United              | 2021–2022        | Premier League    | 29        | 3         | 1     | 1    | 1        | 0        | 7          | 1          | —          | —          | 38       | 5        |
| Manchester United              | 2022–2023        | Premier League    | 26        | 6         | 3     | 0    | 2        | 0        | 10         | 1          | —          | —          | 41       | 7        |
| Manchester United              | 2023–2024        | Premier League    | 3         | 0         | 0     | 0    | 0        | 0        | 0          | 0          | —          | —          | 3        | 0        |
| Manchester United              | 2024–2025        | Premier League    | 0         | 0         | 0     | 0    | 0        | 0        | 0          | 0          | 1          | 0          | 1        | 0        |
| Manchester United              | Összesen         | Összesen          | 55        | 9         | 4     | 1    | 3        | 0        | 17         | 2          | 1          | 0          | 80       | 12       |
| Borussia Dortmund (kölcsönben) | 2023–2024        | Bundesliga        | 14        | 2         | —     | —    | —        | —        | 6          | 1          | —          | —          | 20       | 3        |
| Karrier összesen               | Karrier összesen | Karrier összesen  | 179       | 49        | 15    | 7    | 3        | 0        | 44         | 8          | 2          | 1          | 243      | 65       |

### Válogatott
Frissítve: 2021. október 9.
| Válogatott | Év       | Mérkőzés | Gólok |
| ---------- | -------- | -------- | ----- |
| Anglia     | 2018     | 3        | 0     |
| Anglia     | 2019     | 8        | 2     |
| Anglia     | 2020     | 7        | 1     |
| Anglia     | 2021     | 5        | 0     |
| Összesen   | Összesen | 23       | 3     |

#### Gólok
| Gól | Dátum                | Helyszín                              | Vál. | Ellenfél | Eredmény | Végeredmény | Torna                              | For.   |
| --- | -------------------- | ------------------------------------- | ---- | -------- | -------- | ----------- | ---------------------------------- | ------ |
| 1   | 2019. szeptember 10. | St. Mary Stadion, Southampton, Anglia | 8    | Koszovó  | 4–1      | 5–3         | 2020-as Európa-bajnokság selejtező | [ 65 ] |
| 2   | 2019. szeptember 10. | St. Mary Stadion, Southampton, Anglia | 8    | Koszovó  | 5–1      | 5–3         | 2020-as Európa-bajnokság selejtező | [ 65 ] |
| 3   | 2020. november 12.   | Wembley Stadion, London, Anglia       | 16   | Írország | 2–0      | 3–0         | Barátságos                         | [ 66 ] |

## Sikerei, díjai
Klubcsapatokkal
- Borussia Dortmund
  - Német Szuperkupa-győztes: 2019
  - Német Kupa-győztes: 2020–21
- Manchester United
  - Angol ligakupa: 2022–2023

A válogatottal
- Anglia U17
  - U17-es labdarúgó-Európa-bajnokság, döntős: 2017
  - U17-es világbajnok: 2017
- Anglia
- UEFA Nemzetek Ligája, 3. hely: 2018–19[67]
- Európa-bajnokság, 2. hely: 2021

Egyéni elismerései
- Az U17-es Európa-bajnokság legjobb játékosa: 2017[68]
- Az U17-es Európa-bajnokság All Star-csapatának tagja: 2017[69]
- Bundesliga, a hónap játékosa: 2018 október,[9] 2020 február,[70] 2021 február[71]
- Bundesliga Goal of the Month: February 2019[72]
- Bundesliga, a szezon csapatának tagja: 2018–19,[15] 2019–20[73]
- A szezon csapatának tagja a Német Hivatásos Labdarúgók Szakszervezetének (Vereinigung der Vertragsfussballspieler) szavazásán: 2018–19[74]
- Az év Bundesliga-csapatának tagja a kicker szavazásán: 2018–19,[75] 2019–20[76]
- Goal.com NxGn: 2019[77]

## További Információk
- Jadon Sancho adatlapja a Soccerway oldalon (angolul)
- Jadon Malik Sancho adatlapja a Transfermarkt honlapján (angolul)
- Jadon Sancho a Twitteren